# Saint-Aubin-de-Baubigné
Saint-Aubin-de-Baubigné est une ancienne commune française située dans le département des Deux-Sèvres et la région Nouvelle-Aquitaine. Elle a le statut de commune associée depuis sa fusion avec la commune de Mauléon en 1973.

## Géographie
Saint-Aubin-de-Baubigné est située au nord-ouest des Deux-Sèvres, à la limite des départements voisins du Maine-et-Loire et de la Vendée.

## Histoire
Le 1er janvier 1973, la commune de Saint-Aubin-de-Baubigné fusionne avec celle de Mauléon et devient commune associée.

## Liste des maires
| Période                                  | Période | Identité                                        | Étiquette    | Qualité                                                                    |
| ---------------------------------------- | ------- | ----------------------------------------------- | ------------ | -------------------------------------------------------------------------- |
| Les données manquantes sont à compléter. |         |                                                 |              |                                                                            |
|                                          |         | Vicomte Gérard Constantin de Chabot (1854-1928) | Conservateur | Châtelain de Boissière Conseiller général du Canton de Mauléon (1884-1920) |

Le statut de commune associée donne à Saint-Aubin-de-Baubigné un maire délégué.
| Période                                  | Période  | Identité      | Étiquette | Qualité |
| ---------------------------------------- | -------- | ------------- | --------- | --- |
| Les données manquantes sont à compléter. |          |               |           | |
|                                          | En cours | Yves Chouteau |           | Ingénieur agricole Adjoint au Maire de Mauléon Vice-président de la Communauté d'agglomération du Bocage Bressuirais |

## Démographie
Au 1er janvier 2009, la population de Saint-Aubin-de-Baubigné s'élève à 1 336 habitants.
| 1793  | 1800 | 1806  | 1821  | 1831  | 1836  | 1841  | 1846  |
| ----- | ---- | ----- | ----- | ----- | ----- | ----- | ----- |
| 2 000 | 786  | 1 391 | 1 340 | 1 313 | 1 370 | 1 420 | 1 501 |

| 1851  | 1856  | 1861  | 1866  | 1872  | 1876  | 1881  | 1886  |
| ----- | ----- | ----- | ----- | ----- | ----- | ----- | ----- |
| 1 560 | 1 548 | 1 573 | 1 632 | 1 741 | 1 860 | 1 847 | 1 918 |

| 1891  | 1896  | 1901  | 1906  | 1911  | 1921  | 1926  | 1931  |
| ----- | ----- | ----- | ----- | ----- | ----- | ----- | ----- |
| 1 908 | 1 835 | 1 758 | 1 742 | 1 666 | 1 529 | 1 486 | 1 517 |

| 1936  | 1946  | 1954  | 1962  | 1968  | - | - | - |
| ----- | ----- | ----- | ----- | ----- | - | - | - |
| 1 515 | 1 486 | 1 405 | 1 447 | 1 394 | - | - | - |

## Économie
L’activité économique locale est principalement artisanale ajoutée d’une unité de production industrielle dans le polyester.
On dénombre 48 exploitations agricoles réparties sur l’ensemble du territoire.

## Patrimoine et culture locale

### Site de gravures rupestres: les mystérieux rochers gravés de Vaulx

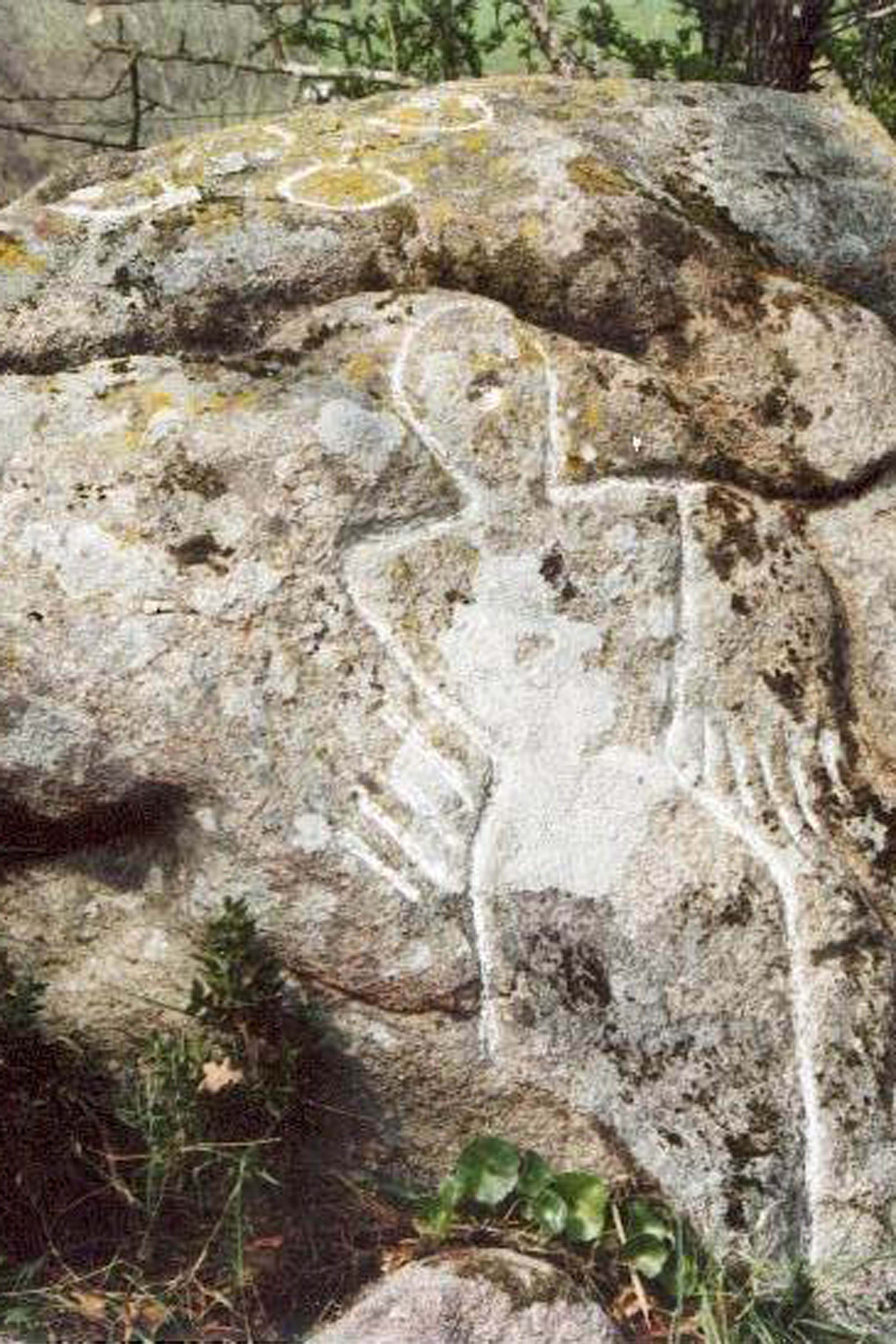
Gravures sur les pierres des Vaulx à Saint-Aubin-de-Baubigné.

Les rochers gravés des Vaulx constituent un patrimoine de tout premier ordre, même s’ils n’ont pas encore révélé tous leurs secrets. C’est le témoignage exceptionnel d’une civilisation ancienne. L’endroit est unique en France par le type de dessins et aussi parce qu’il n’existe pas d’autres exemples de gravures rupestres sur granit.

Ils sont situés à l’est du bourg de Saint-Aubin, dans un espace de 80 hectares. Ils ont été découverts en 1876 par un chasseur. À l’époque, ils étaient au nombre de 109. 39 sont encore sur le site, sept au musée d'archéologie nationale de Saint-Germain-en-Laye, huit au musée l'Abbaye à Mauléon, un à Cholet et un à Périgueux.
Ils ont fait l’objet d’une première publication dès 1879. Depuis, ils ont été l’occasion de plusieurs recherches, la dernière datant de 1980, effectuée par le Groupe d’études, de recherches et de sauvegarde de l’art rupestre (GERSAR). En 2000, un relevé topographique aérien a été réalisé par la direction régionale des Affaires culturelles de Poitiers. Ils sont classés au titre des monuments historiques depuis 1982.
Les rochers représentent des formes humaines et animales, ainsi que des idéogrammes. Ils ont été gravés à l’aide d’outils en métal. Leur datation est incertaine. L’existence de cavaliers, la fréquence d’un motif formé de quatre cercles, groupés ou même inclus dans un cercle plus grand ont fait penser au professeur Étienne Patte, en 1957, que le travail datait de l’époque de La Tène (de 450 à 100 av. J.-C.). Une autre hypothèse les attribue à une colonie « barbare » sarmate ou issue du Moyen-Orient implantée dans la région par les Romains vers 300 apr. J.-C..

### Le château de la Durbelière

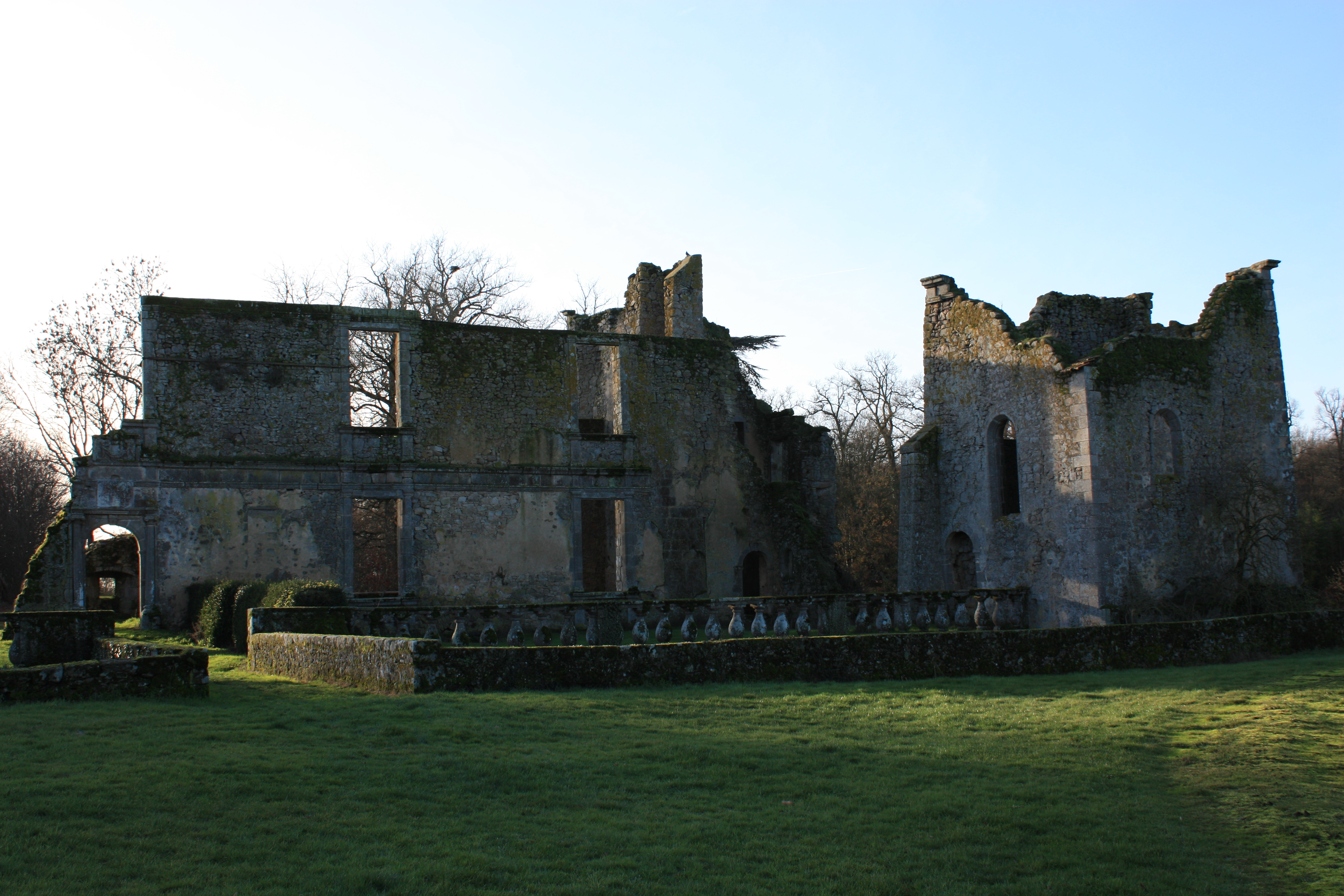
Vue d'ensemble du château de la Durbelière.

Le château de la Durbelière est une ancienne demeure dont il ne reste que les ruines, ayant été incendié à cinq reprises pendant la Révolution. Il date dans son ensemble du XVe siècle.

La Durbelière a appartenu à la famille de Rorthais depuis 1250. En 1460, Thibault de Rorthais fait rebâtir le château sur les bases d’une ancienne construction féodale du Xe ou XIe siècle dont on ne possède aucune relation précise. De cette époque datent les échauguettes et les meurtrières dans les bâtiments qui entourent les ruines.

En 1603, la Durbelière passe par alliance dans la famille de Meulles par un mariage avec Renée de Rorthais.

Entre 1620 et 1630, le seigneur Pierre de Meulles fit faire des agrandissements et embellissements : le portail, la balustrade, les fenêtres et les cheminées de style Renaissance en sont les vestiges. La demeure entourée de douves était imposante. Elle mesurait 60 mètres sur 30 et comprenait 49 pièces.

En 1679, la Durbelière fut transmise par alliance à la famille du Vergier de la Rochejaquelein. Cette famille en est encore propriétaire de nos jours.

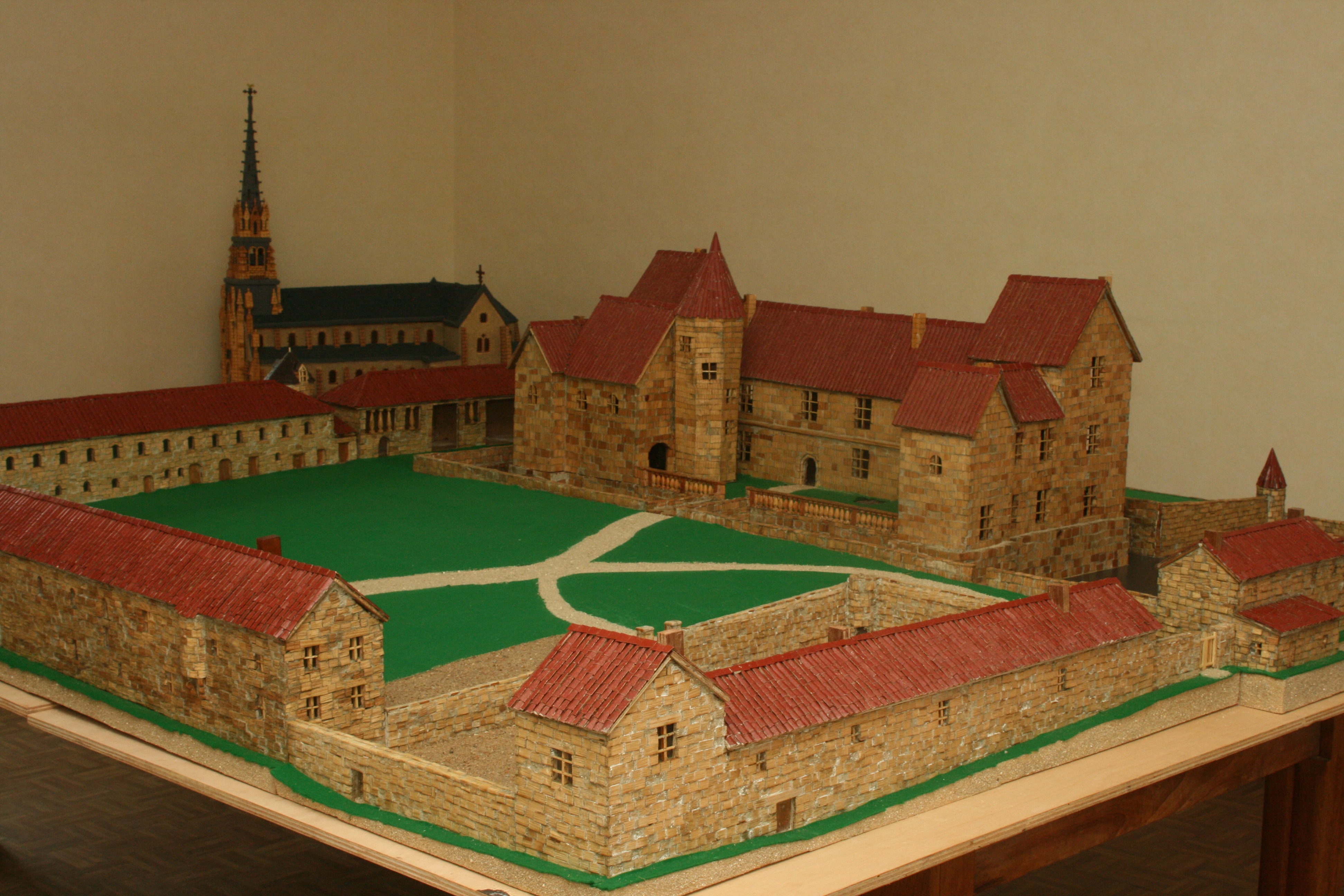
Maquette du château de la Durbelière (avant sa destruction) visible au premier étage de la mairie.

Actuellement, les pans de murs qui subsistent sont situés dans un espace entouré de douves et auquel on accède par un pont dormant qui a succédé à un pont-levis. À gauche, se situe une tour hexagonale datant de l’époque ancienne, à droite, une balustrade de pierre à colonnes, au fond, un mur de façade avec portes et fenêtres Renaissance, de chaque côté des tours quadrangulaires et ce qui reste des ailes de retour.

L’ensemble est situé dans une grande cour fermée par des vastes bâtiments ayant longtemps fait office de maisons d’habitation, d’écuries, de granges, de pigeonnier. On remarque surtout une grande grange avec colonnes sculptées, probablement l’ancien manège.
Les armes de la famille de Rorthais et de Meulles sont gravées sur le grand portail qui donne accès sur la grande cour, celles de la famille de la Rochejaquelein à la porte d’entrée du château.

### La statue d'Henri de La Rochejaquelein

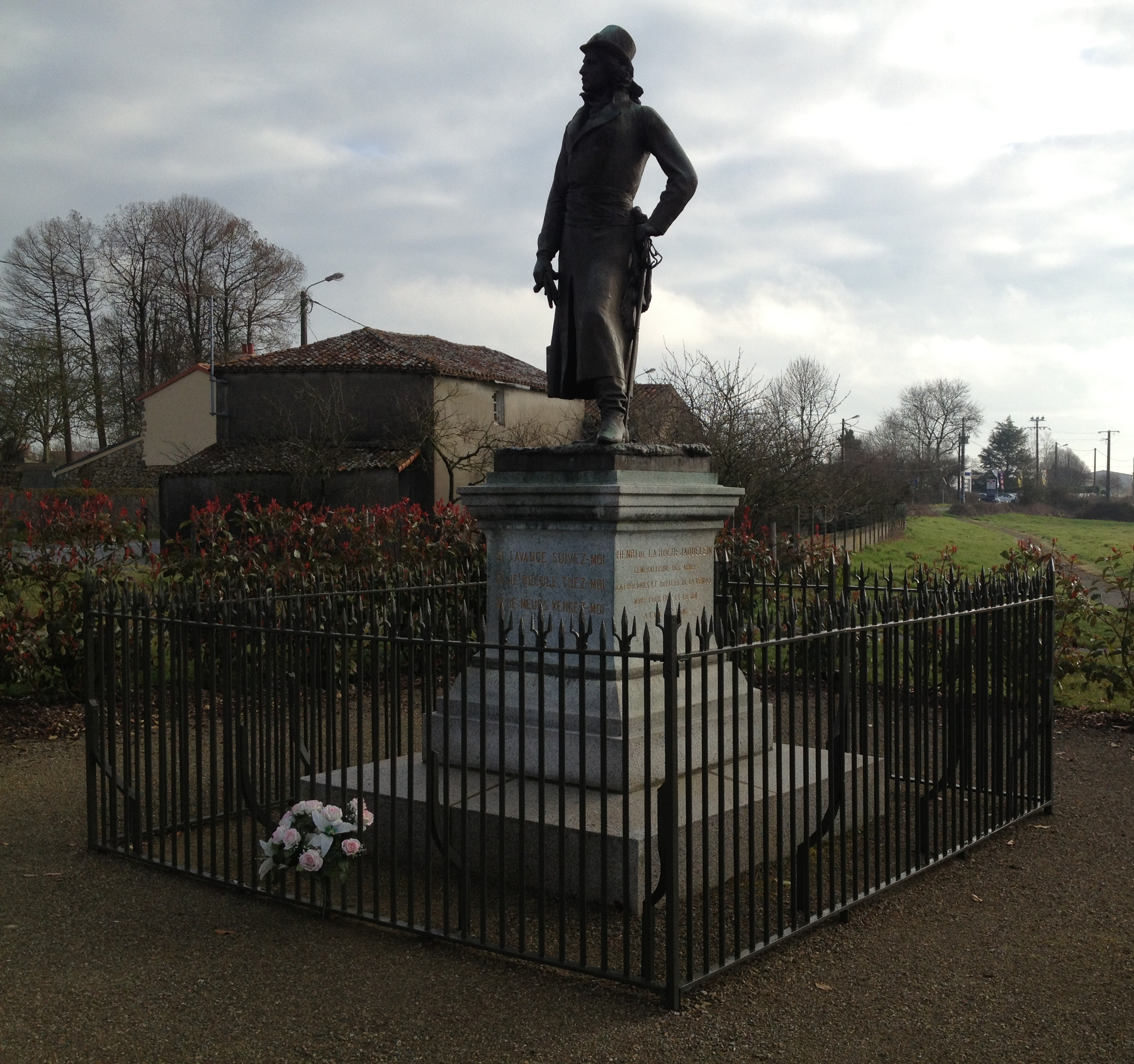
Statue d'Henri de La Rochejaquelein à Saint-Aubin-de-Baubigné

La statue d'Henri de La Rochejaquelein fut érigée en 1895, en mémoire du héros des contre-révolutionnaires, nommé général à l’âge de 20 ans.

« Monsieur Henri », comme aimaient l’appeler ses soldats fut, tué à Nuaillé, près de Cholet le 28 janvier 1794. Il avait 22 ans.
Sur le socle de la statue est gravée la célèbre harangue qu’on lui attribue : « Si j’avance, suivez-moi, si je recule tuez-moi, si je meurs vengez-moi ». Ces mots, il les aurait prononcés dans la cour du château de la Durbelière, devant 2 000 soldats paysans venus le supplier de se mettre à leur tête pour défendre Dieu et le roi, en combattant la République naissante qui avait décrété à la Constituante la confiscation des biens de l’Église, la constitution civile du clergé et la levée en masse de 300 000 soldats pour défendre les frontières menacées.

### L’église

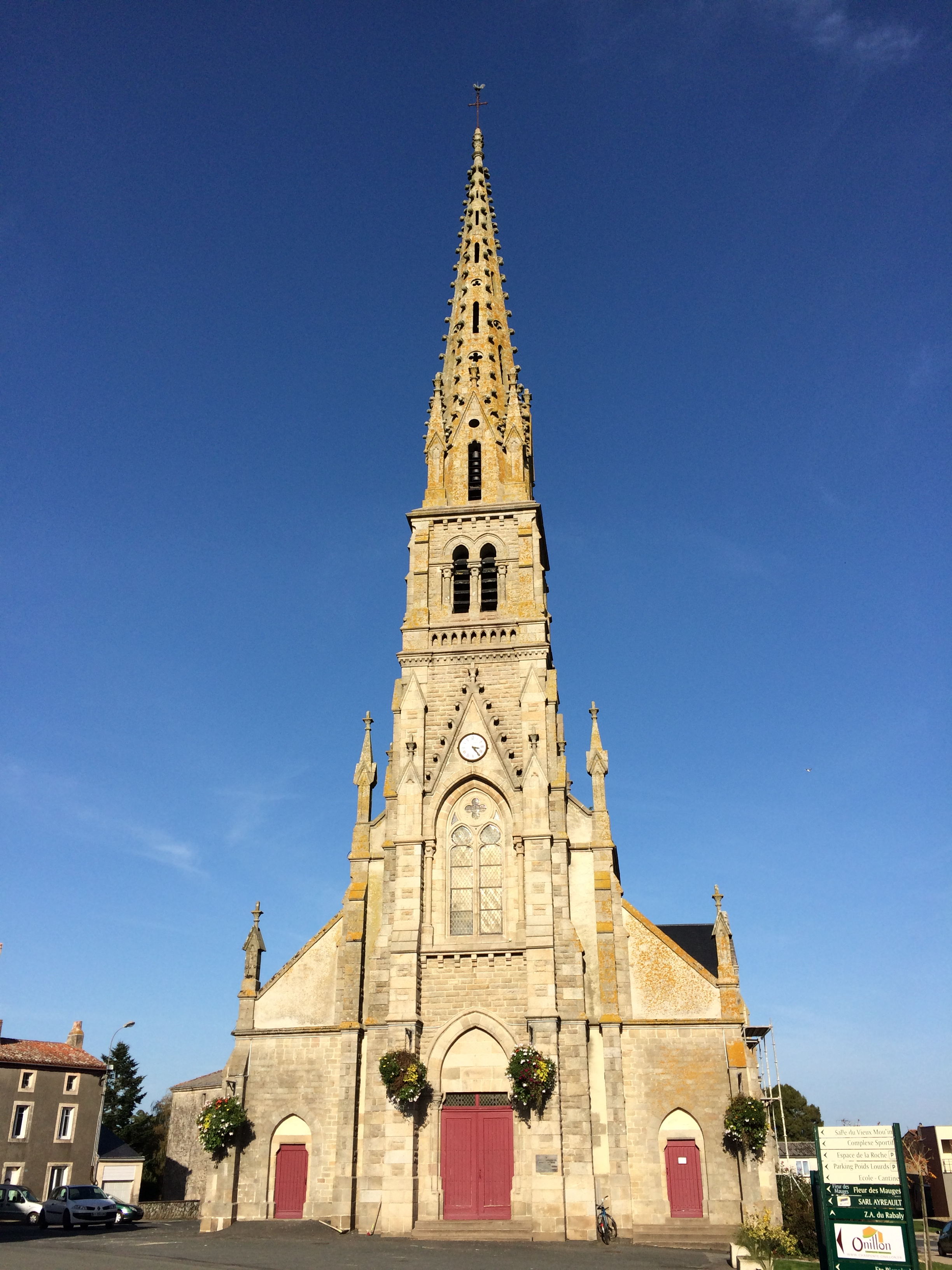
Église de Saint-Aubin-de-Baubigné

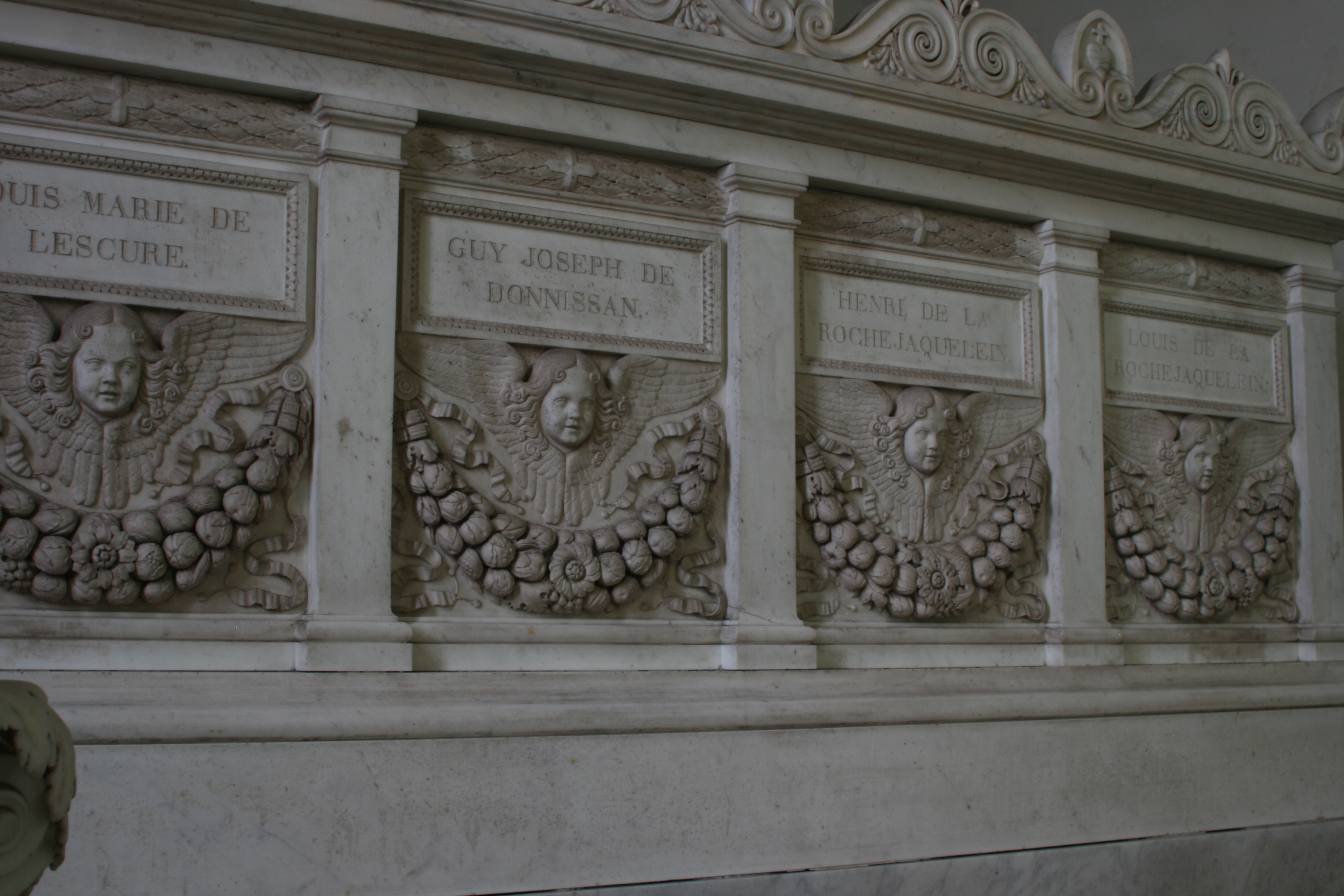
Autel de marbre de Carrare de l'église de Saint-Aubin-de-Baubigné

L’église a été construite en 1855 à l’emplacement de l’ancien cimetière. Elle remplaça un édifice du XVe siècle. Son clocher de granit de 50,3 mètres de hauteur est la fierté de la population locale, il a été reconstruit en 1897.

À l’intérieur du sanctuaire, à gauche du chœur se trouve la chapelle de la famille de la Rochejaquelein sous laquelle reposent 22 membres de cette famille, dont Henri de La Rochejaquelein, général de l’armée catholique et royale en 1793.

Le cénotaphe et les deux candélabres en marbre de Carrare qui s’y trouvent ont été offerts en 1824 à la famille de la Rochejaquelein par des officiers prussiens en hommage au courage dont fit preuve « Monsieur Henri » à la tête d’une armée de paysans soldats locaux.
Le vitrail de la chapelle représente la mort de Judas Maccabée, figure biblique dont les traits du visage sont ceux d'Henri de La Rochejaquelein.

### Nos villages ont 1000 ans
C’est l’intitulé donné à l’étude des 156 fermes qui existaient dans la commune au tout début du XXe siècle.
Pour chaque ferme les points suivants sont évoqués :
– la toponymie  du nom de la ferme ;
– la préhistoire révélée par la découverte de silex, de haches de pierres taillées, de pierre polie ;
– le 1er millénaire, la période gallo-romaine et le début du Moyen Âge ;
– le second millénaire, la période des grands défrichements, la naissance des premiers villages, le recouvrement de la dîme, les méfaits de la révolution, pillages et destruction ;
– la spécificité de la ferme elle-même avec la surface, le nom de chaque parcelle et leur toponymie, le mode d’élevage et de culture, les propriétaires depuis leur création, les locataires successifs depuis 1630 à ce jour.

### Vie culturelle
22 associations offrent à l’ensemble de la population tout un éventail d’activités culturelles, sociales et sportives.